# Hermann König (Mathematiker, 1892)
Hermann König (* 25. Oktober 1892 in Berlin; † 8. November 1978 in Hitzacker) war ein deutscher Mathematiker.

## Leben

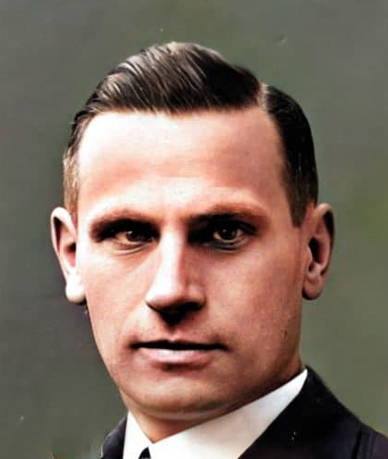

Der gebürtige Berliner Karl Wilhelm Heinrich Hermann König, Spross einer Gelehrtenfamilie, Sohn eines Amtsgerichtsrats, wandte sich nach dem Abitur dem Studium der Mathematik an der Georg-August-Universität Göttingen zu, das er mit der Promotion zum Dr. phil. abschloss. Hermann König erhielt im Anschluss eine Stelle als Wissenschaftlicher Assistent an der Mathematisch-naturwissenschaftlichen Fakultät in Göttingen, 1920 habilitierte er sich als Privatdozent für angewandte Mathematik. Im Jahre 1922 folgte er einem Ruf als ordentlicher Professor für Mathematik an die Bergakademie Clausthal. Gleichzeitig wurde er zum Direktor des Instituts für Mathematik und Mechanik ernannt. Hermann König, der in den Jahren 1929 bis 1931 das Rektorat innehatte, wurde 1961 emeritiert.
Der 1948 zum Mitglied der Deutschen Gesellschaft für Luft- und Raumfahrt gewählte Hermann König, ausgewiesener Experte für numerisches Rechnen, gilt als der Begründer der Theorie des Skifluges.

## Publikationen
- Die Bewegung des rotierenden Langgeschosses. Dissertation, Universität Göttingen, Dieterich, Göttingen, 1919
- zusammen mit Carl Runge: Vorlesungen über Numerisches Rechnen. in: Grundlehren der mathematischen Wissenschaften in Einzeldarstellungen mit besonderer Berücksichtigung der Anwendungsgebiete, Bd. 11., J. Springer, Berlin, 1924
- Die Ermittlung des Kippmoments eines Konverters (Mitteilung aus dem Institut für Mathematik und Mechanik an der Bergakademie Clausthal). in: Bericht des Stahlwerksausschusses des Vereins deutscher Eisenhüttenleute, Nr 193., Verlag Stahleisen, Düsseldorf, 1930
- Bestimmung von Oberflächen dichter und poriger Körper. Verlag Stahleisen, Düsseldorf, 1934
- zusammen mit Hermann Meinert: Veränderlichkeit der Kippmomente des Konverters durch Zustandsänderungen und Möglichkeiten zu ihrer Regelung (Mitteilung aus dem Institut für Mathematik und Mechanik an der Bergakademie Clausthal). Verlag Stahleisen, Düsseldorf, 1937
- zusammen mit Siegfried Valentiner: Vektoren und Matrizen. in: Sammlung Göschen ; Bd. 354/354a, 4. Auflage, (11., erweiterte Auflage der Vektoranalysis), de Gruyter, Berlin, 1967 ISBN 3-1110-0310-8
- Zur Spektraltheorie in lokalkonvexen Algebren. in: Sonderforschungsbereich 72, No 8., Sonderforschungsbereich 72, Universität, Bonn, 1973